# La Petite Casserole d'Anatole
Pour plus de détails, voir Fiche technique et Distribution.
La Petite Casserole d'Anatole est un court métrage d'animation français réalisé par Éric Montchaud, sorti en 2014. Il remporte le prix du public au festival international du film d'animation d'Annecy 2014. Ce court métrage est issu de l'album d'Isabelle Carrier (en 2009 aux éditions Bilboquet).

## Synopsis
Anatole traîne toujours derrière lui sa petite casserole. Elle lui est tombée dessus un jour sans qu'on sache pourquoi. Elle se coince partout et l'empêche d'avancer. Anatole en a assez, alors il se cache; Malheureusement, les choses ne sont pas si simples.

## Fiche technique
- Titre : La Petite Casserole d'Anatole
- Réalisation : Éric Montchaud
- Scénario : Éric Montchaud
- Montage : Gwenaëlle Mallauran
- Photographie : Nadine Buss
- Musique : Pierre Bastien
- Producteur : Jean-Pierre Lemouland
- Production : Ottomani A.C.
- Pays :  France
- Durée : 7 minutes et 50 secondes
- Date de sortie :
  -  France :
    - 2 février 2014
    - 10 juin 2014

## Distribution
- Ingrid Coetzer
- Camille Kerdellant

## Distinctions

### Récompense
En 2014, le film reçoit le prix du public au Festival international du film d'animation d'Annecy.

### Nomination
- Césars 2015 : Meilleur court métrage d'animation